# Harry & Meghan
Harry & Meghan is een zesdelige biografische documentaireserie over Harry van Sussex en zijn vrouw Meghan Markle. De serie is in opdracht van de streamingdienst Netflix gemaakt en de eerste drie afleveringen werden op 8 december 2022 uitgebracht. Op 15 december kwamen de overige drie afleveringen voor het publiek beschikbaar.
De serie behandelt het ontstaan van de relatie van het paar vanaf hun prille verkering tot aan het besluit een deel van hun officiële taken voor het Britse koningshuis neer te leggen – een besluit dat werd genomen op 8 januari 2020 – en de gevolgen die het gehad heeft op hun relatie en leven. Ook gaat de serie in op de moeilijke relatie die het koppel heeft met de pers.
Voor de documentaire, die in eerste instantie Chapters zou gaan heten, zijn de hoofdpersonen gevolgd tijdens hun leven in Californië.

## Totstandkoming
In september 2020 werd bekend dat het koppel een meerjarig contract getekend had met Netflix, met als doel verschillende soorten programma's te maken, van kinderprogramma's tot fictieseries. In een interview in het Amerikaans entertainmenttijdschrift Variety, dat in oktober 2022 werd gepubliceerd, kondigde Markle aan dat zij en Harry werkten aan een documentaireserie over hun leven, geregisseerd door de Amerikaanse documentairemaakster Liz Garbus.
De documentaireserie kreeg in opmaat naar de lancering veel aandacht in met name het Verenigd Koninkrijk. De verwachting was dat serie opnieuw een aanval op de Britse monarchie zou worden, aangezien Harry en Meghan zich eerder al meerdere keren zeer kritisch hadden uitgelaten over de koninklijke familie. Zo beschuldigde het koppel het koningshuis in een interview met Oprah Winfrey in maart 2021 onder andere van racisme en een gebrek aan steun; Markle zou suïcidaal geweest zijn, maar mocht geen hulp zoeken.
Het uitbrengen van de trailers wist de voorpagina's van Britse kranten reeds te domineren, en toen de eerste drie afleveringen werden uitgebracht, zond de Britse publieke omroep BBC een breaking news alert uit en zette een liveblog op.
Aan het begin van de eerste aflevering wordt gemeld dat leden van de Britse koninklijke familie weigerden commentaar te geven op de inhoud van deze serie.

## Ontvangst
De eerste aflevering van de documentaireserie werd tijdens de eerste dag op Netflix in het Verenigd Koninkrijk 2,4 miljoen keer bekeken. Daarmee was Harry & Meghan de best scorende serie van het jaar in het Verenigd Koninkrijk.

### Eerste deel
Bij het uitbrengen van het eerste drie afleveringen kreeg de serie overwegend negatieve recensies in het Verenigd Koninkrijk. De Britse krant The Guardian beoordeelde de serie met drie van vijf sterren, en concludeerde: Maar wat houden we uiteindelijk over? Precies hetzelfde verhaal dat we altijd al kenden, verteld op de manier waarop we het zouden verwachten van de mensen die het vertellen. De BBC noemde de serie een liefdesbrief aan zichzelf en verwachtte dat het Britse koningshuis vooral opgelucht was. The Times gaf de serie twee van de vijf sterren en noemde het repetitief, zeurderig en saai. In België en Nederland werd de serie ook matig ontvangen. Zo concludeerde het Belgische tijdschrift Humo, die de serie met anderhalve ster van vijf sterren waardeerde, dat de serie voelt alsof je naar één lange reclamespot zit te kijken voor de prachtige mensen die Harry en Meghan zijn en voor hun onvoorwaardelijke, alle obstakels overwinnende liefde. Trouw vond de serie na alle ophef vooral tegenvallen.

### Tweede deel
De tweede drie afleveringen werden gemengd ontvangen. Het Britse dagblad The Independent noemde de serie een bijna ondraaglijke drie uur extra wrok koesteren en waardeerde het met twee van vijf sterren. The Guardian was positiever met een score van vier uit vijf sterren en was met name kritisch op de rol van het Britse koningshuis. Ook The Times was milder over het tweede deel en beoordeelde het met drie van de vijf sterren.